# Pachyprosopis kellyi
Pachyprosopis kellyi är en biart som beskrevs av Cockerell 1916. Pachyprosopis kellyi ingår i släktet Pachyprosopis och familjen korttungebin. Inga underarter finns listade i Catalogue of Life.

## Bildgalleri

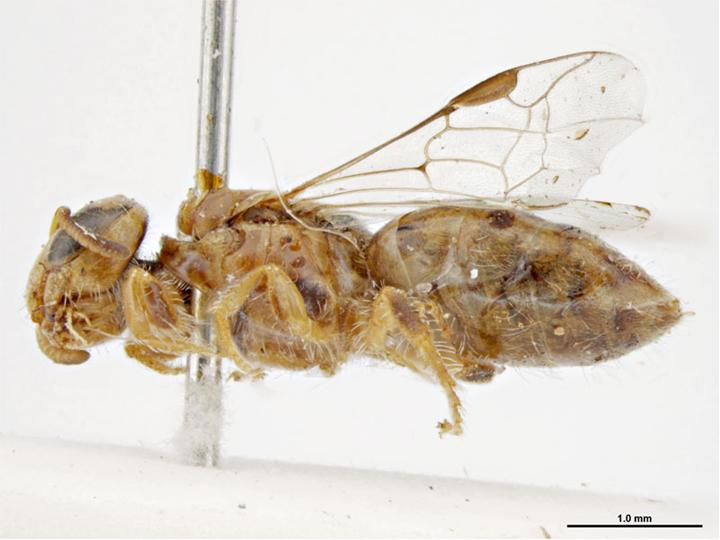
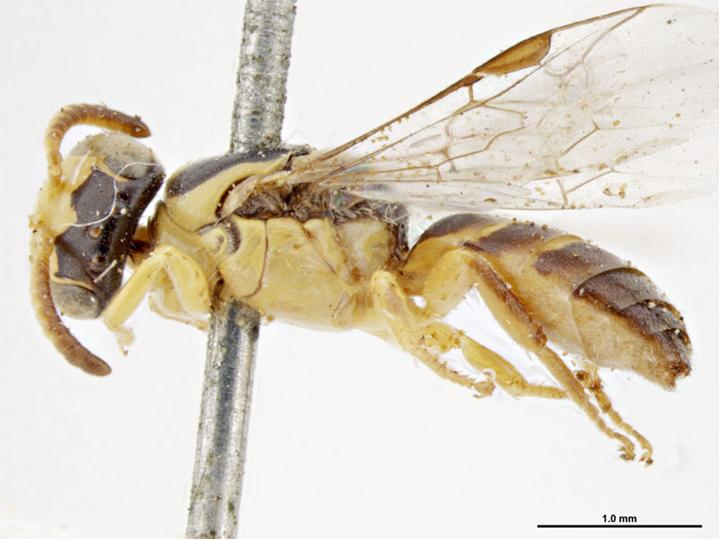